# Tony Burse
Tony Burse (LaFayette, 4 aprile 1965) è un ex giocatore di football americano e dirigente sportivo statunitense che ha militato nel ruolo di running back nella National Football League (NFL).

## Carriera
Clark fu scelto dai Seattle Seahawks nel corso del dodicesimo giro (324º assoluto) del Draft NFL 1987. Vi giocò 12 partite nella sua stagione da rookie dopo di che a metà della successiva passò ai Miami Dolphins senza mai scendere in campo. Nel 1989 tornò ai Seahawks ma non disputò più alcuna gara nella NFL. In seguito giocò nella Arena Football League e nella Canadian Football League.